# Храпачів Яр
Храпачів Яр — село в Україні, у Зіньківській міській громаді Полтавського району Полтавської області. Населення становить 2 особи. До 2020 орган місцевого самоврядування — Першотравнева сільська рада.

## Географія
Село Храпачів Яр знаходиться між річками Ташань і Грунь (4-5 км). На відстані 1 км розташоване село Прилівщина.

## Населення

### Мова
Розподіл населення за рідною мовою за даними перепису 2001 року:
| Мова       | Кількість | Відсоток |
| ---------- | --------- | -------- |
| українська | 21        | 100%     |

## Історія
Жертвами Голодомору 1932—1933 років стало 33 особи.
12 червня 2020 року, відповідно до розпорядження Кабінету Міністрів України № 721-р «Про визначення адміністративних центрів та затвердження територій територіальних громад Полтавської області», село увійшло до складу Зіньківської міської громади.
19 липня 2020 року, в результаті адміністративно-територіальної реформи та ліквідації Зіньківського району, село увійшло до складу новоутвореного Полтавського району Полтавської області.

## Пам'ятки
Біля села розташована ботанічна пам'ятка природи — «Храпачів Яр».